# 아산면
아산면(雅山面)은 대한민국 전북특별자치도 고창군의 면이다.

## 개요
아산면은 고창군의 중심부에 위치하고 있다. 많은 볼거리와 먹거리, 보물과 사적지를 보유하고 있는 대표적인 관광지로 서해안 고속도로 개통과 더불어 수많은 관광객이 방문하는 역사, 문화 관광의 고장이다. 호남의 내금강이라 불려오는 선운산과 세계문화유산인 고인돌군을 비롯하여 21세기 최고의 웰빙식품인 복분자의 최대생산지이며 풍천장어, 작설차로 유명하며, 호남의 8대혈로 알려진 선인취와 금반옥호, 탄금혈이 있는 지역이기도 하다. 또한 운곡댐 주변에는 고창군 최초의 골프장인 선운레이크밸리 골프장이 있어 우리 지역을 찾는 관광객들이 많다.

## 행정 구역

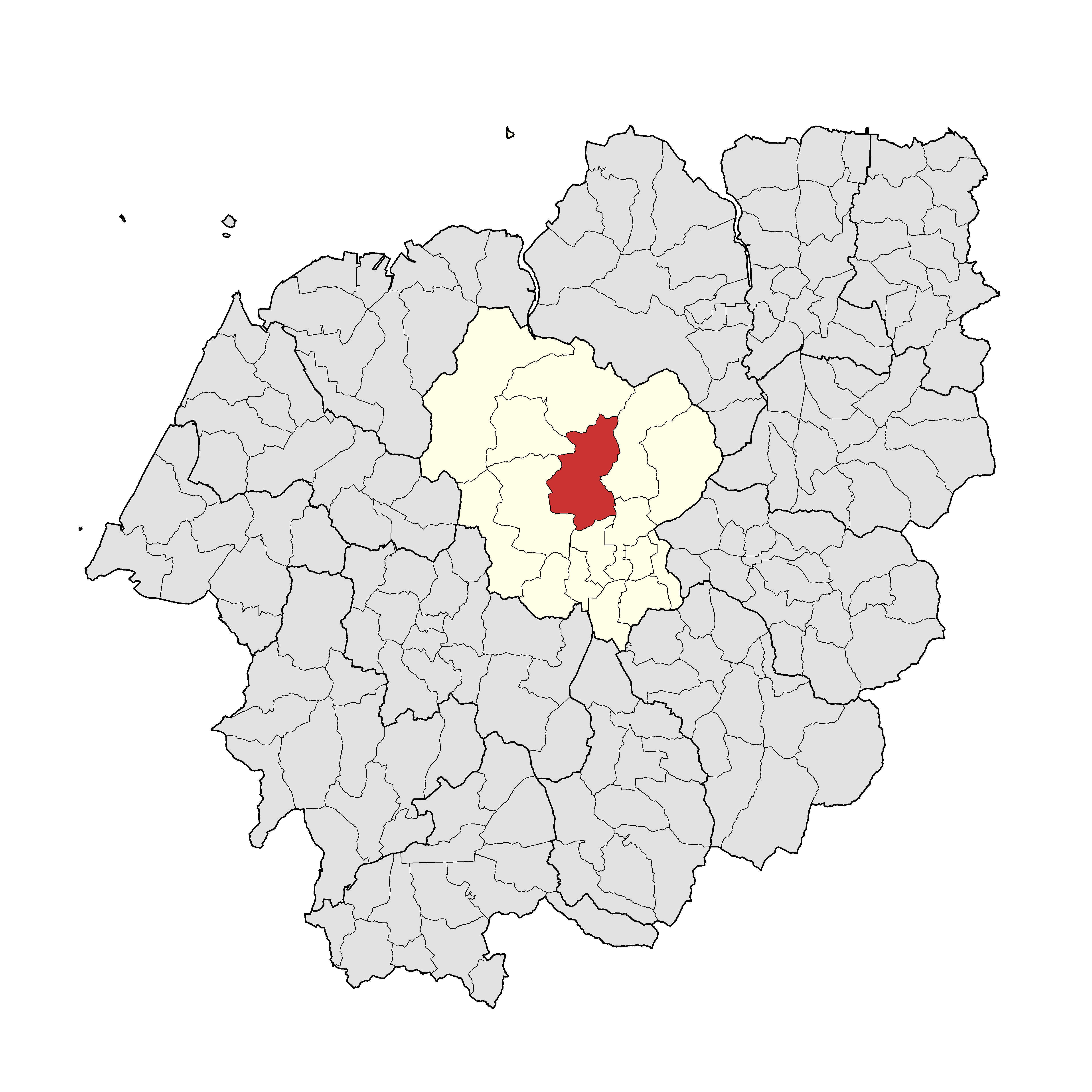
계산리
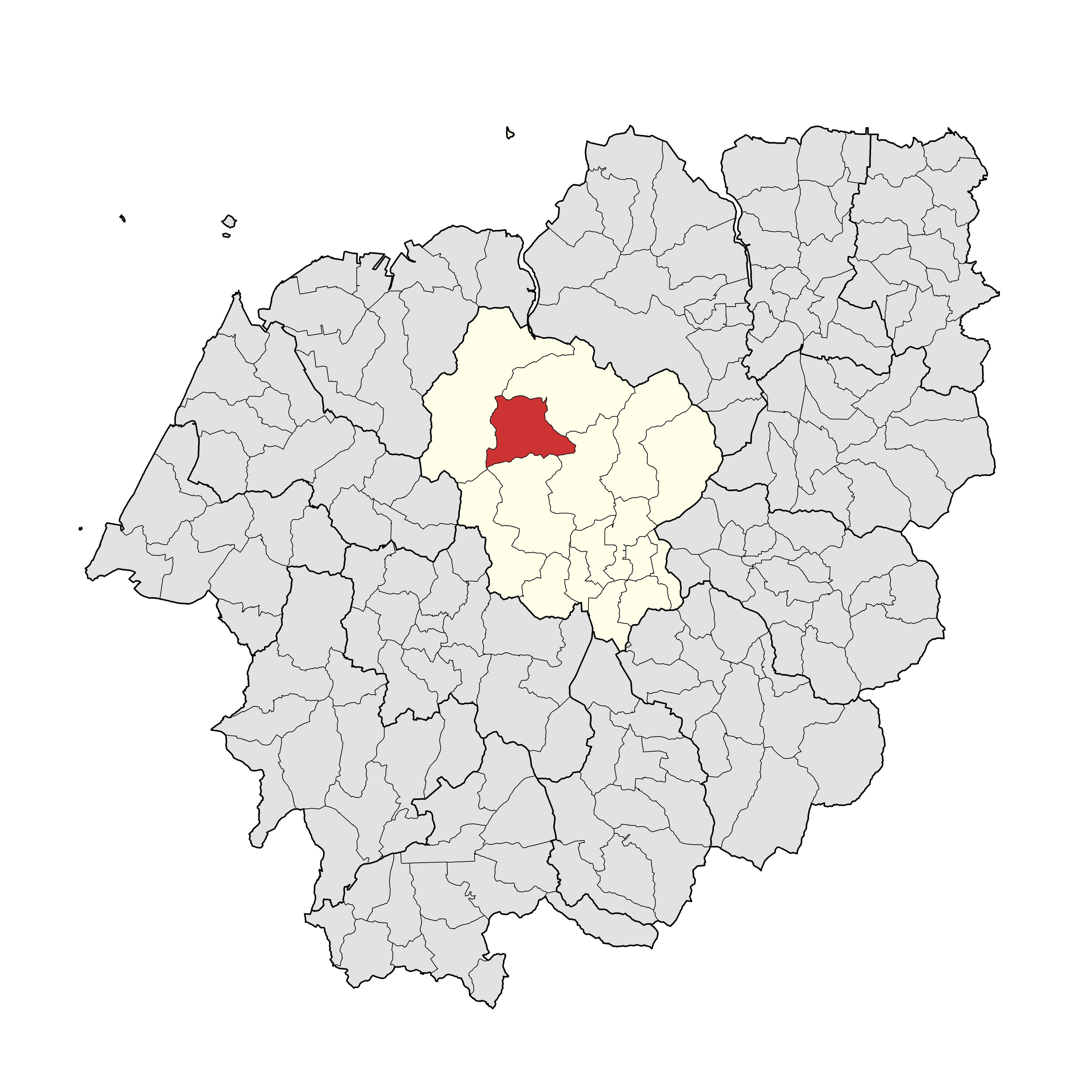
구암리
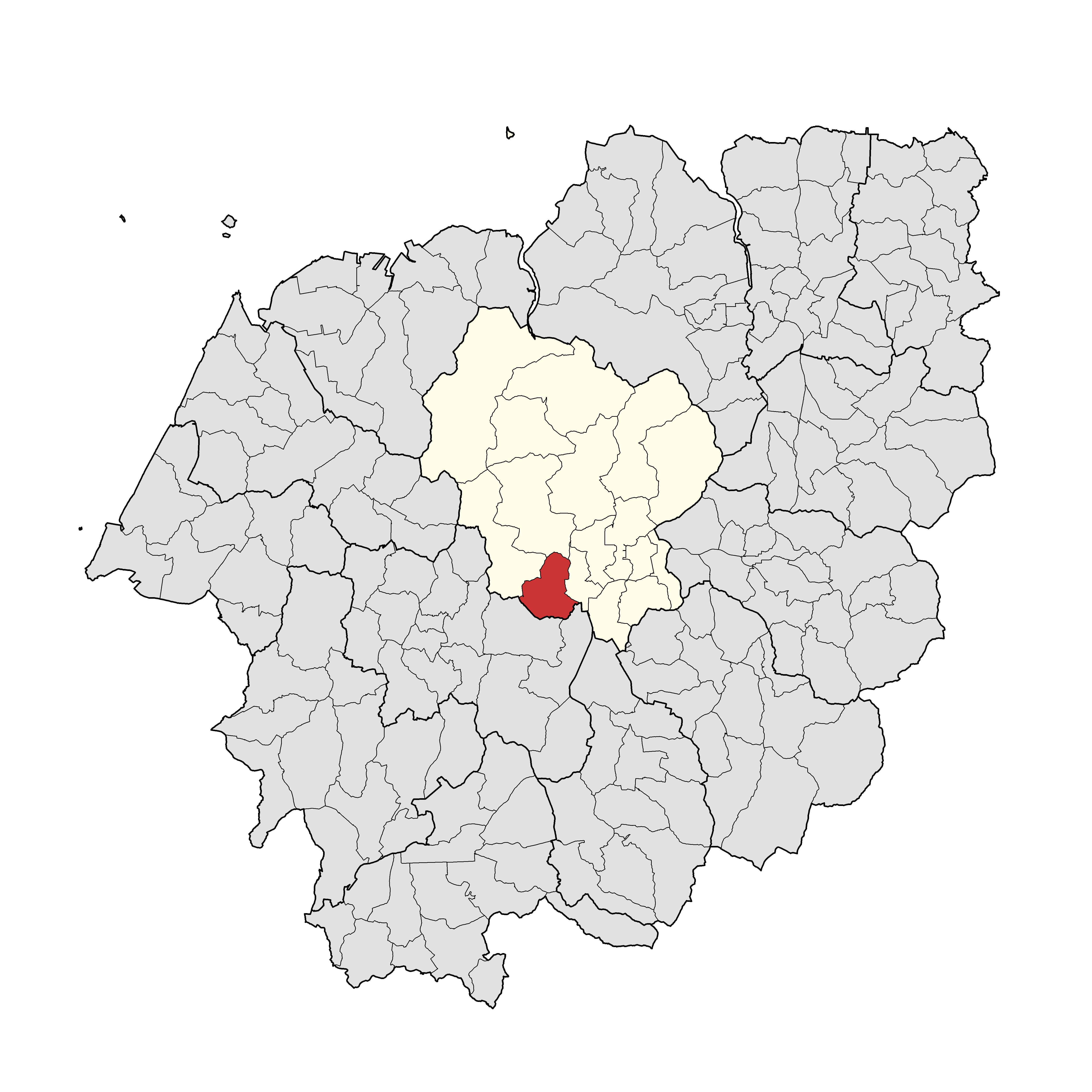
남산리
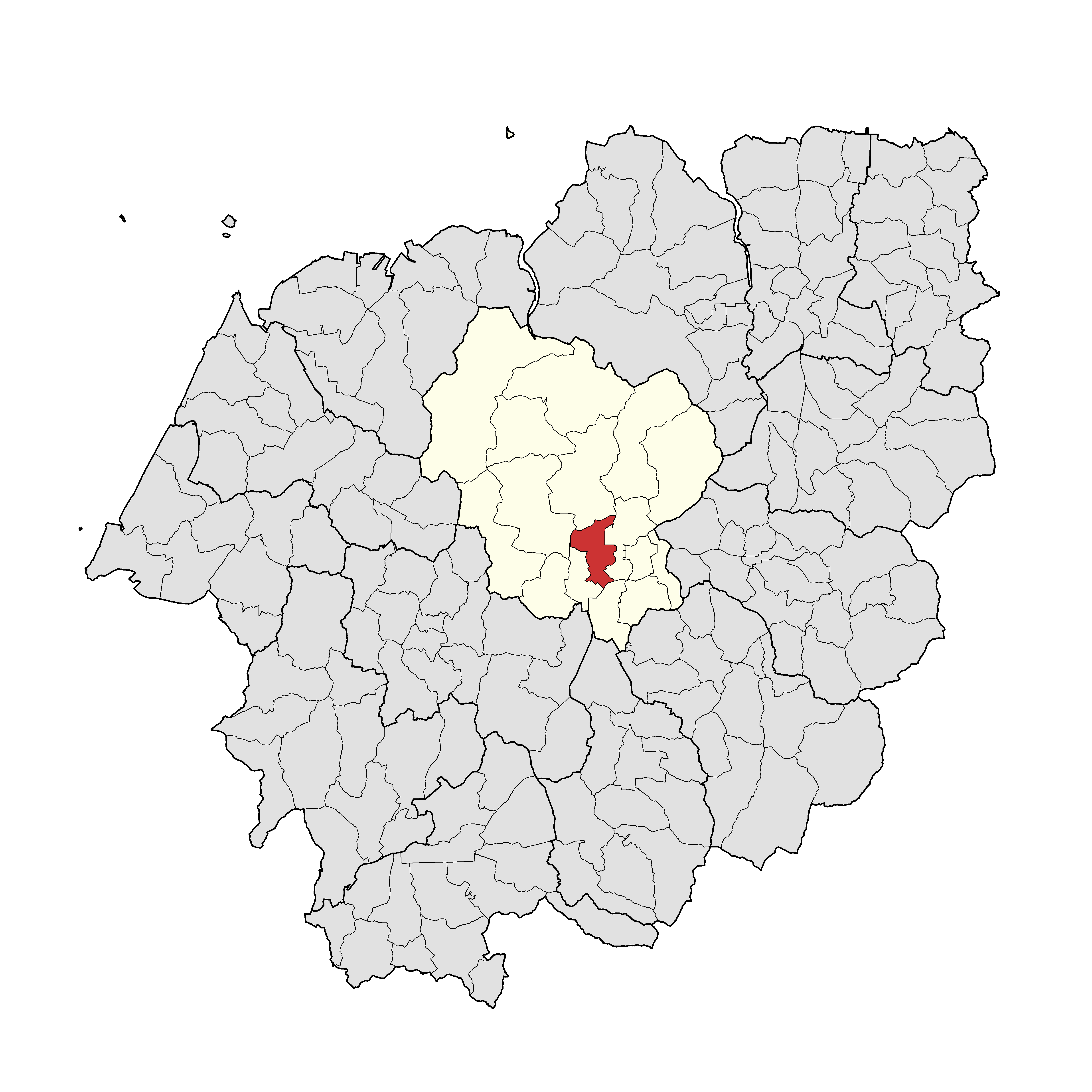
대동리
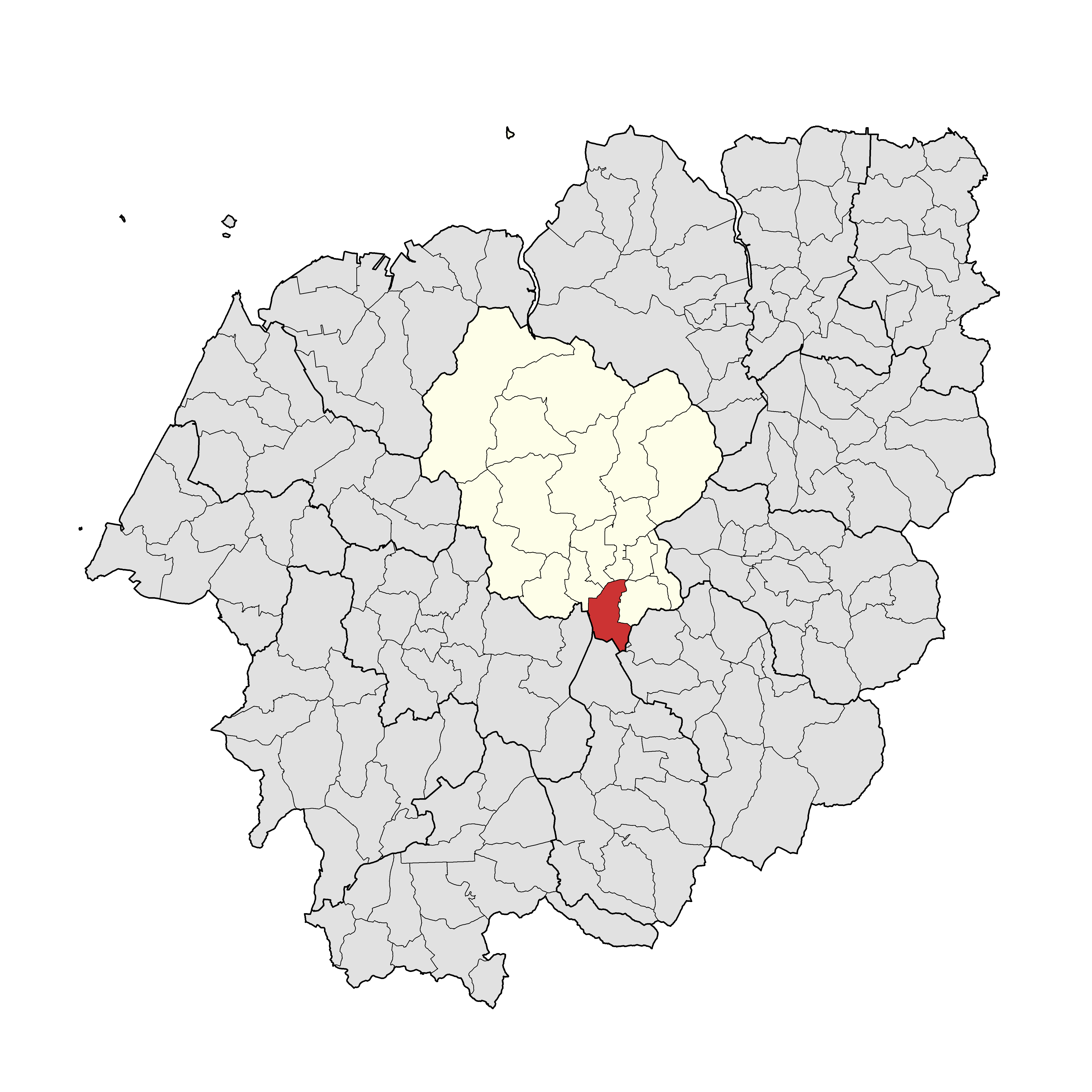
목동리
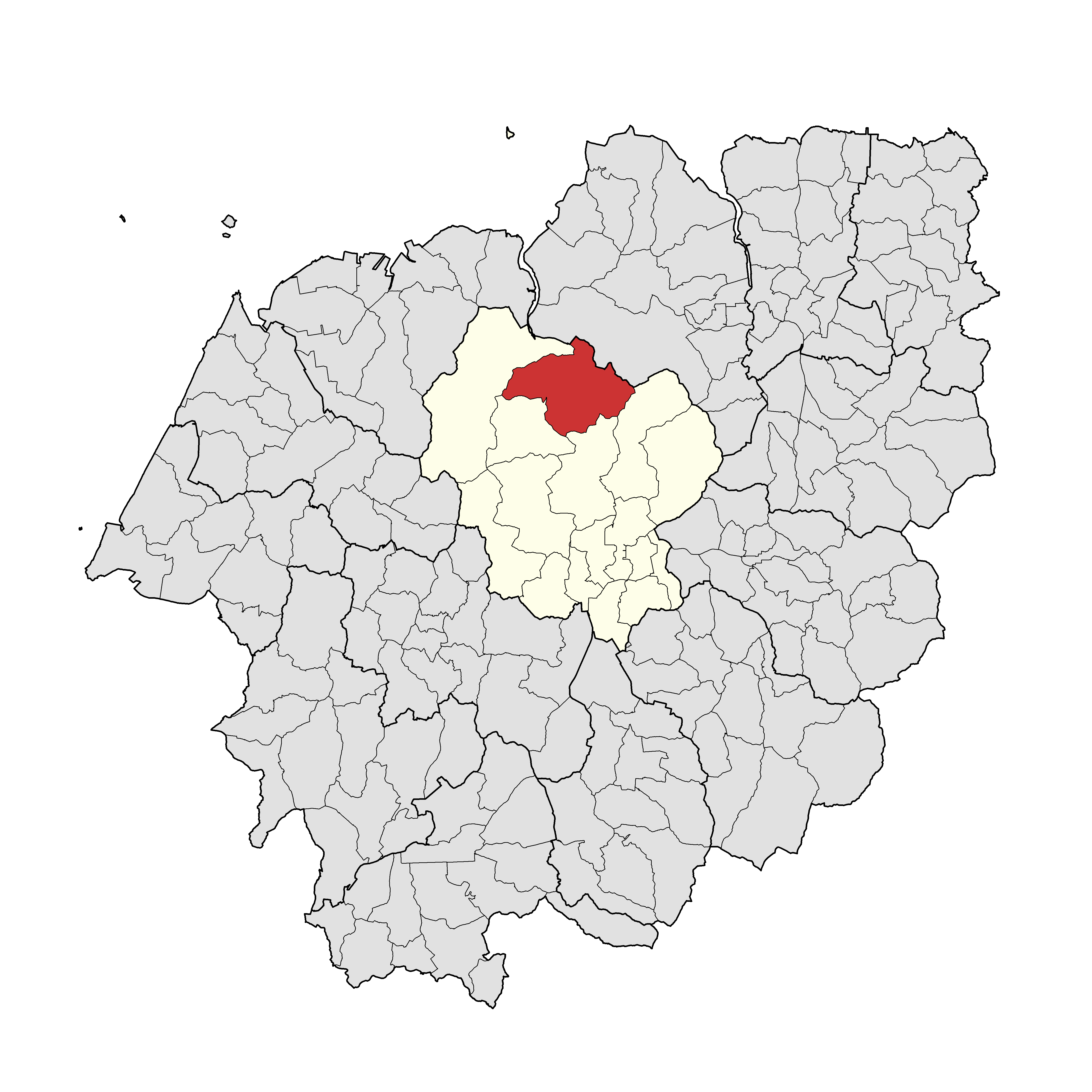
반암리
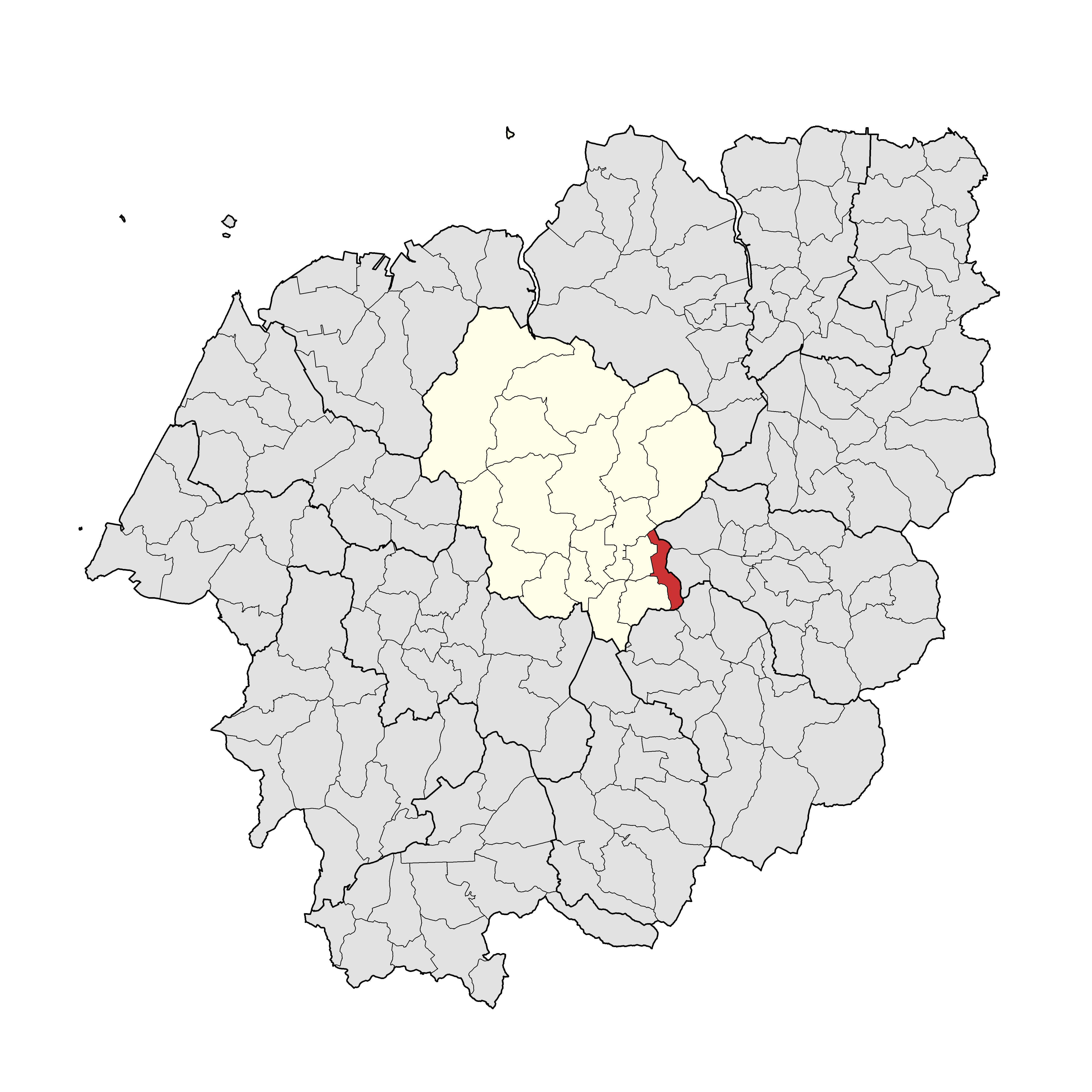
봉덕리
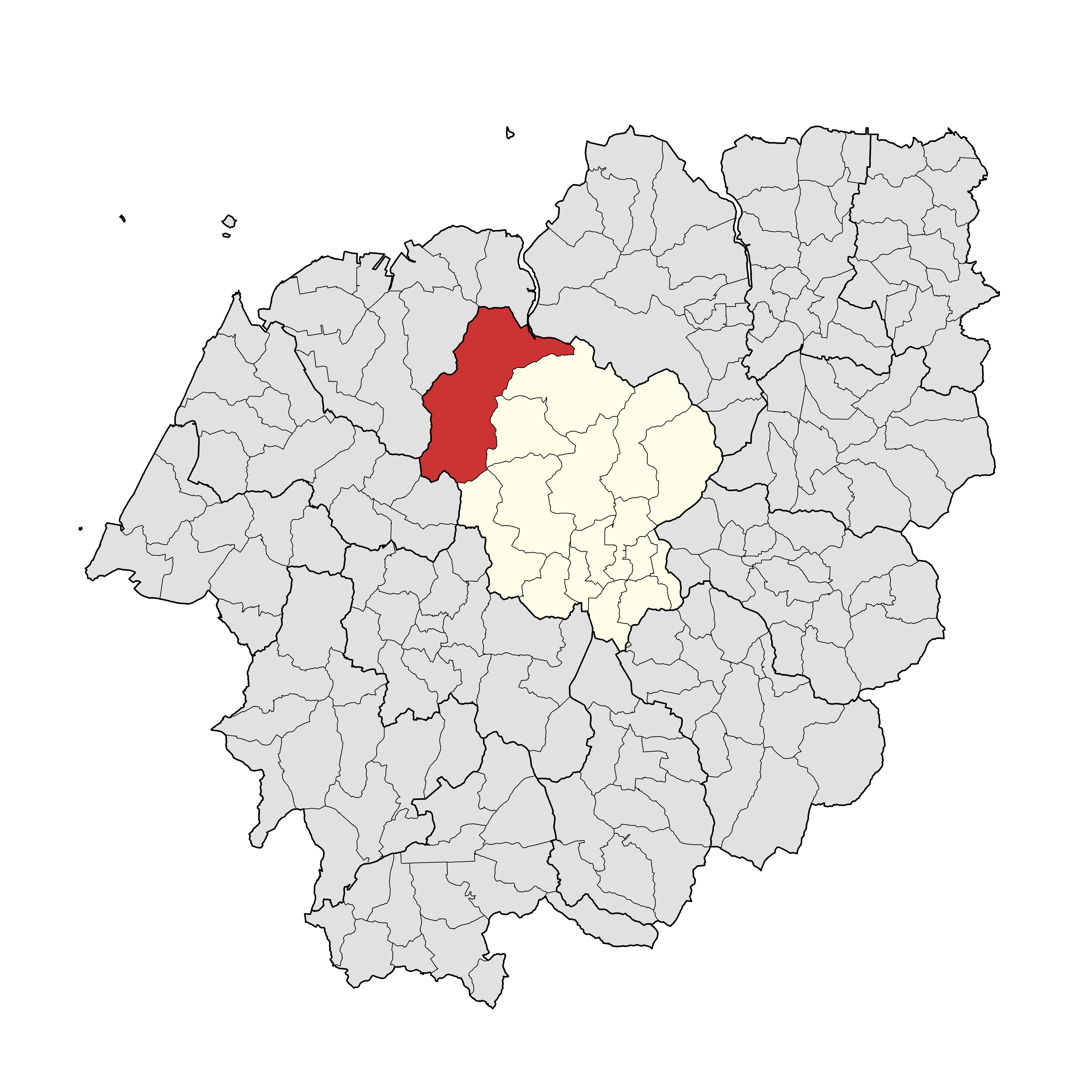
삼인리
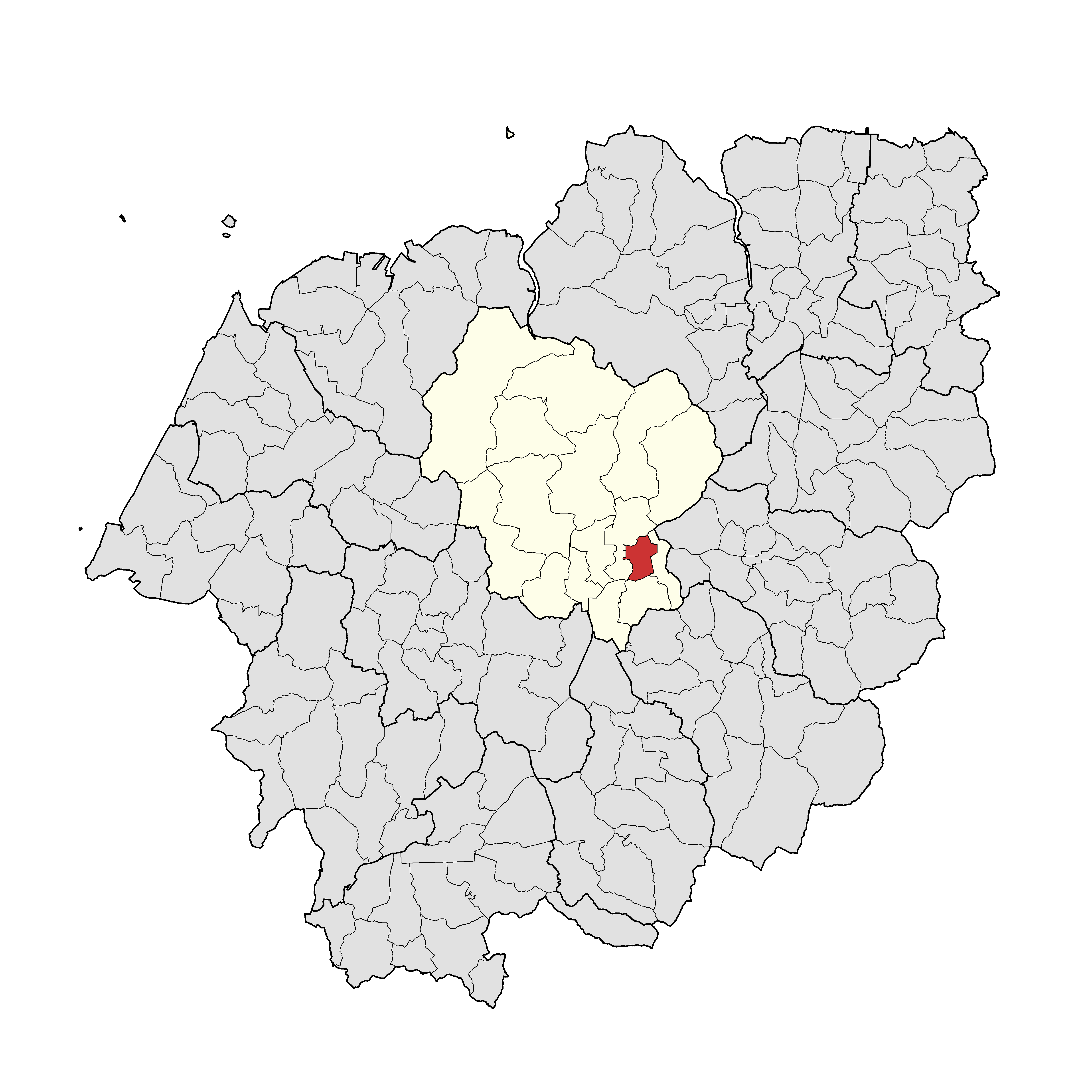
상갑리
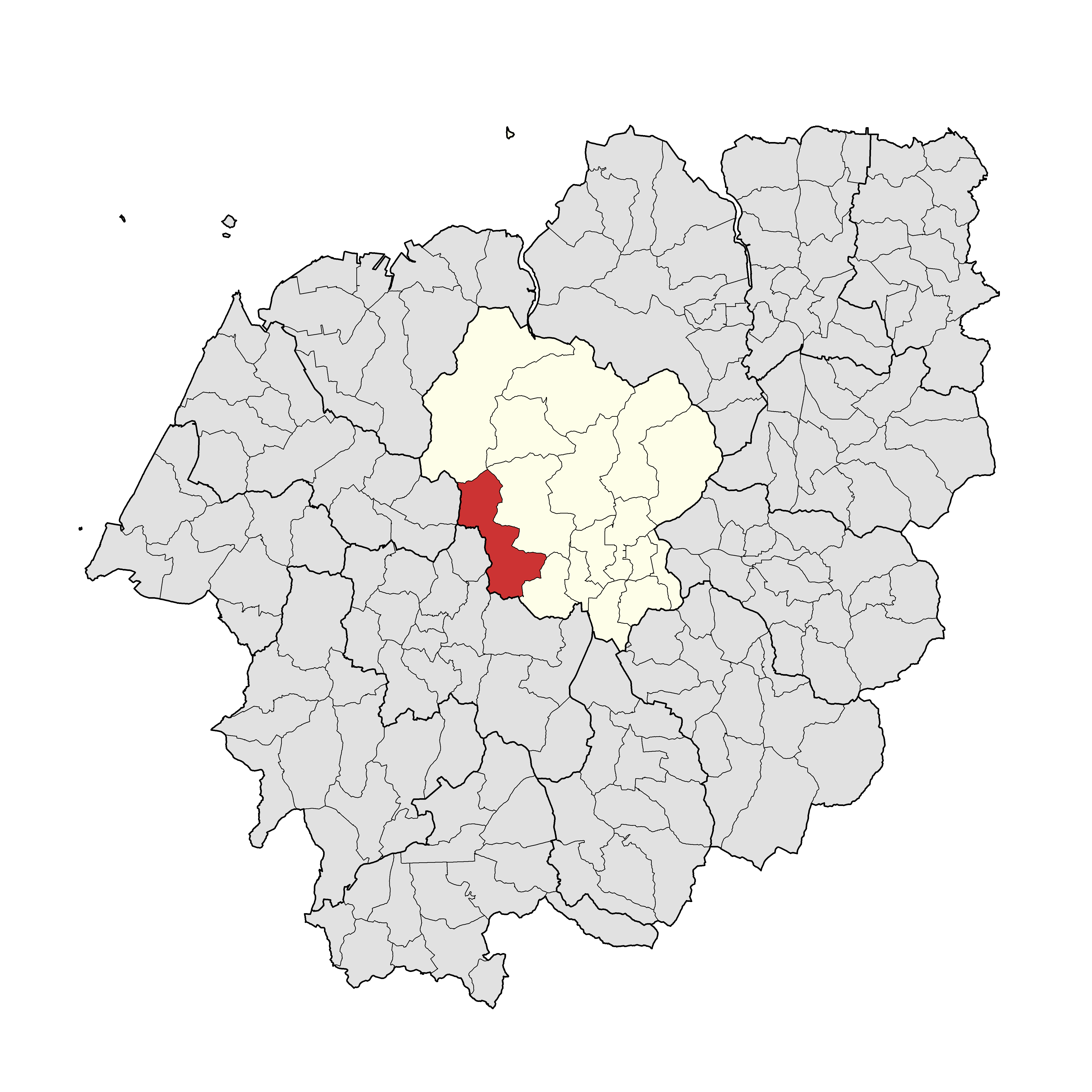
성산리
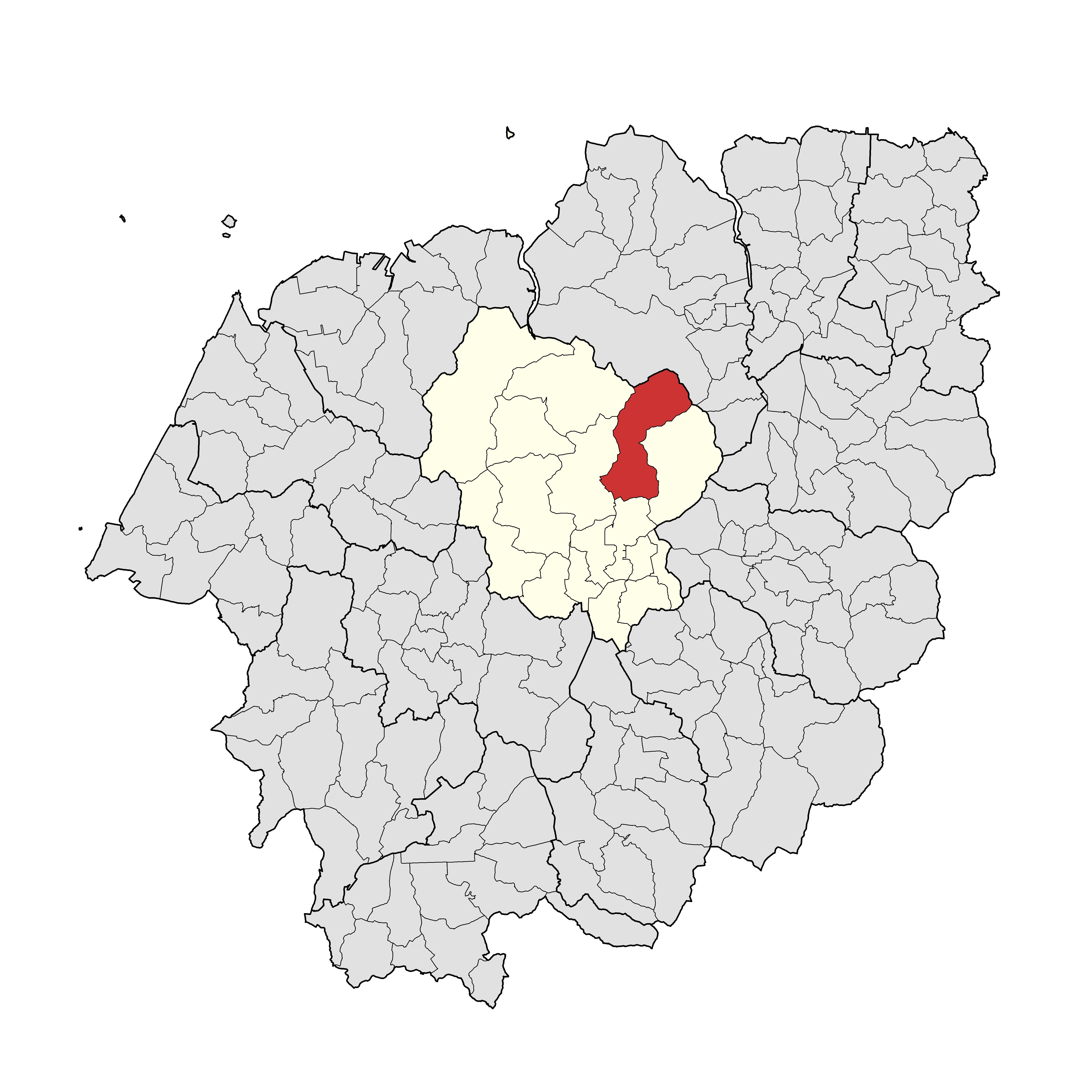
용계리
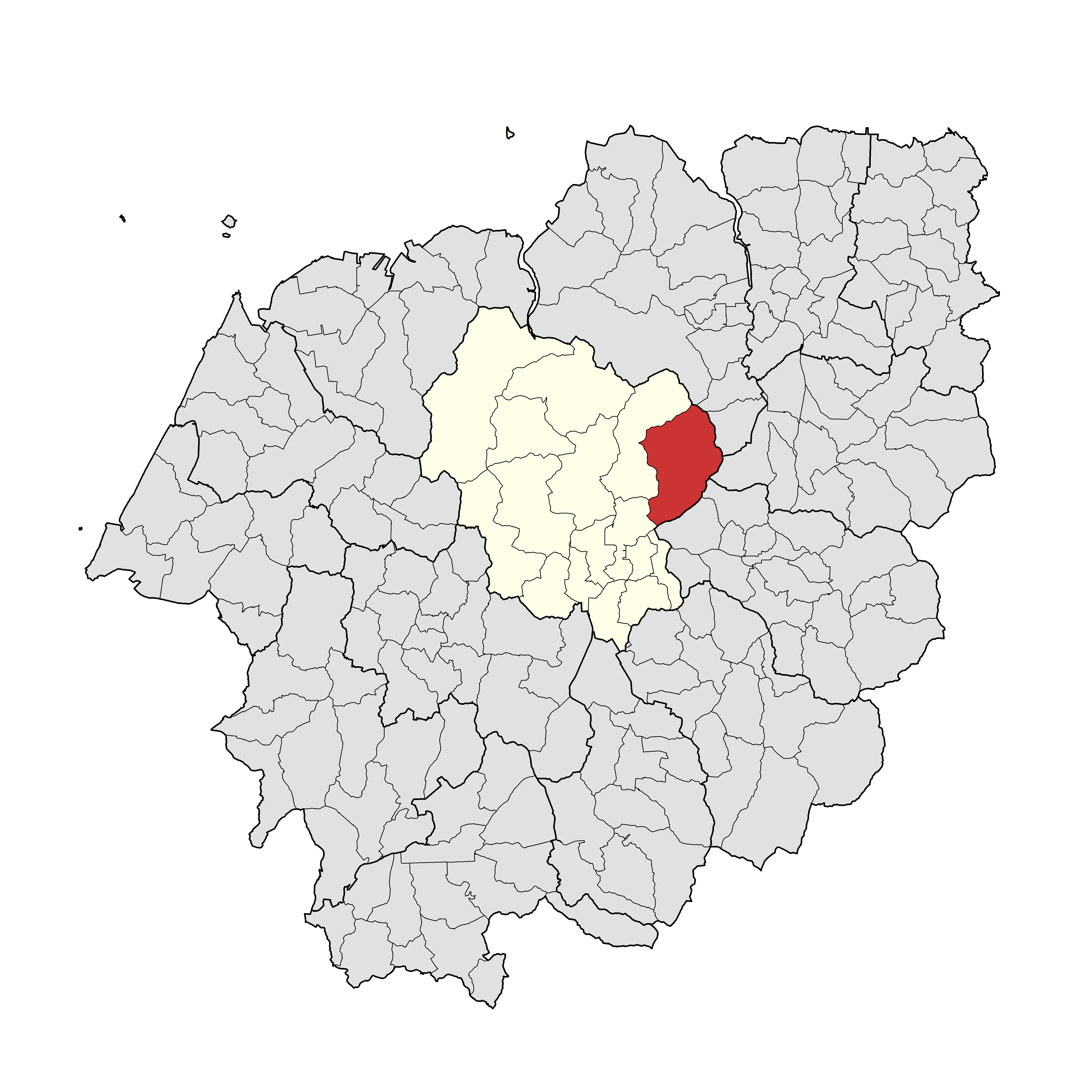
운곡리
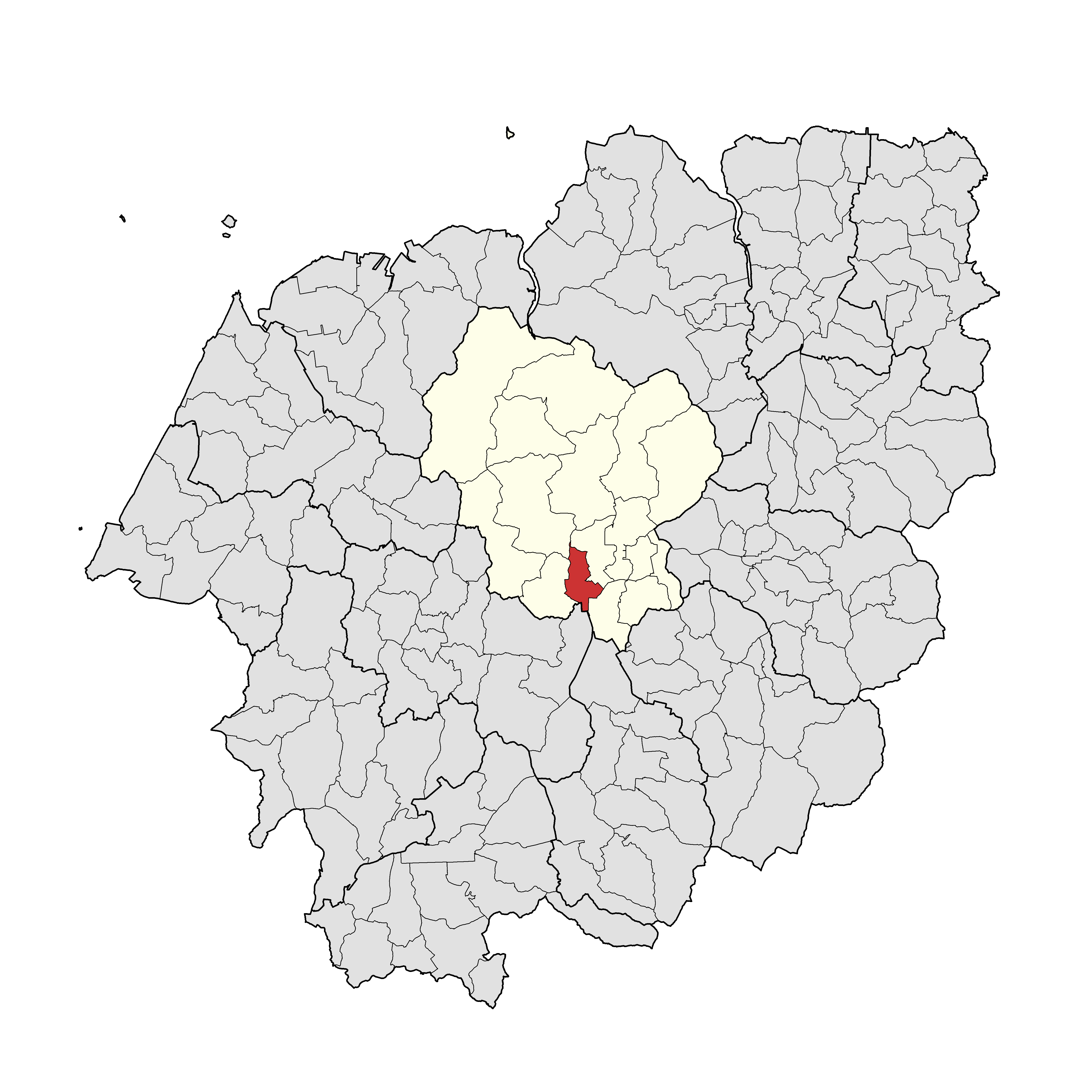
주진리
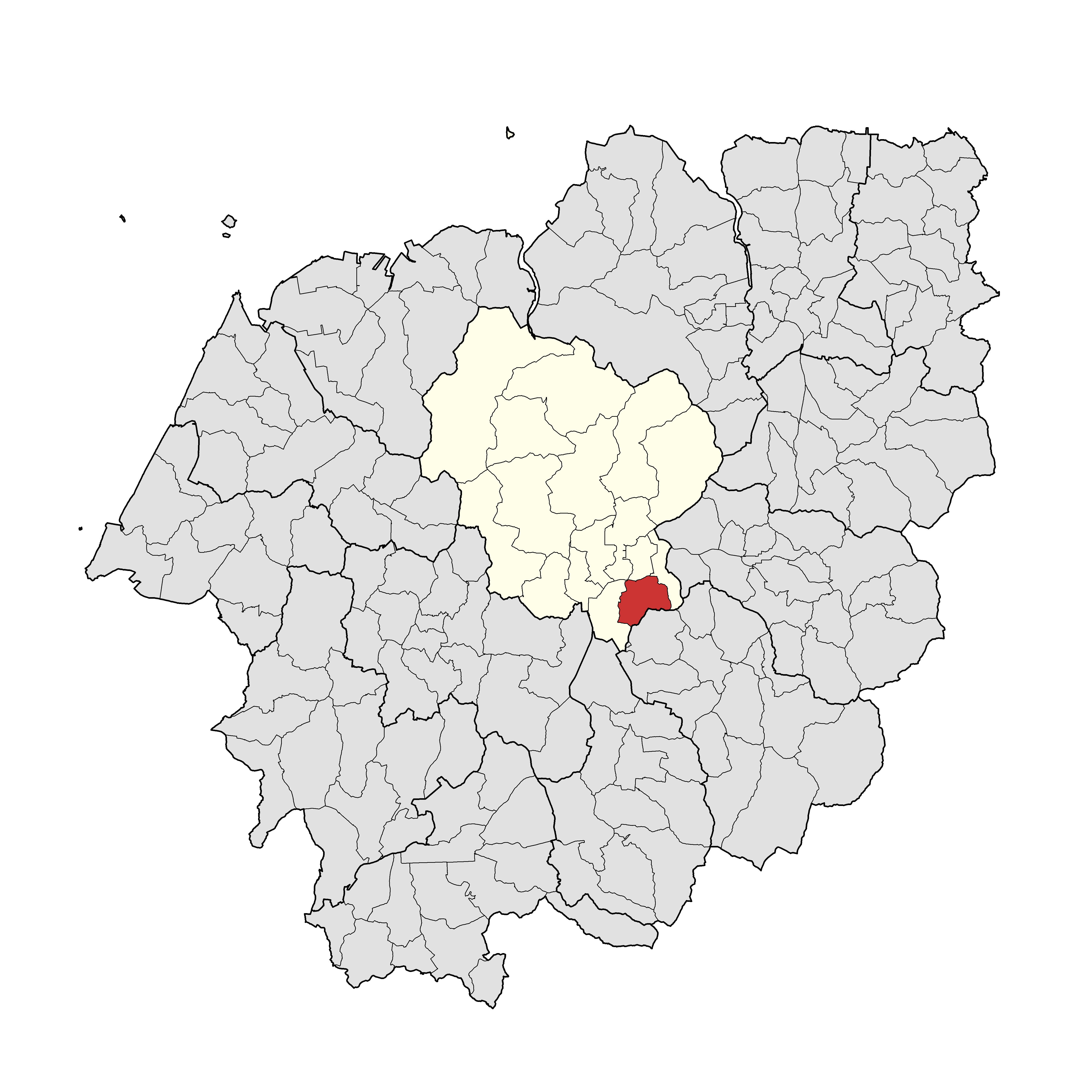
중월리
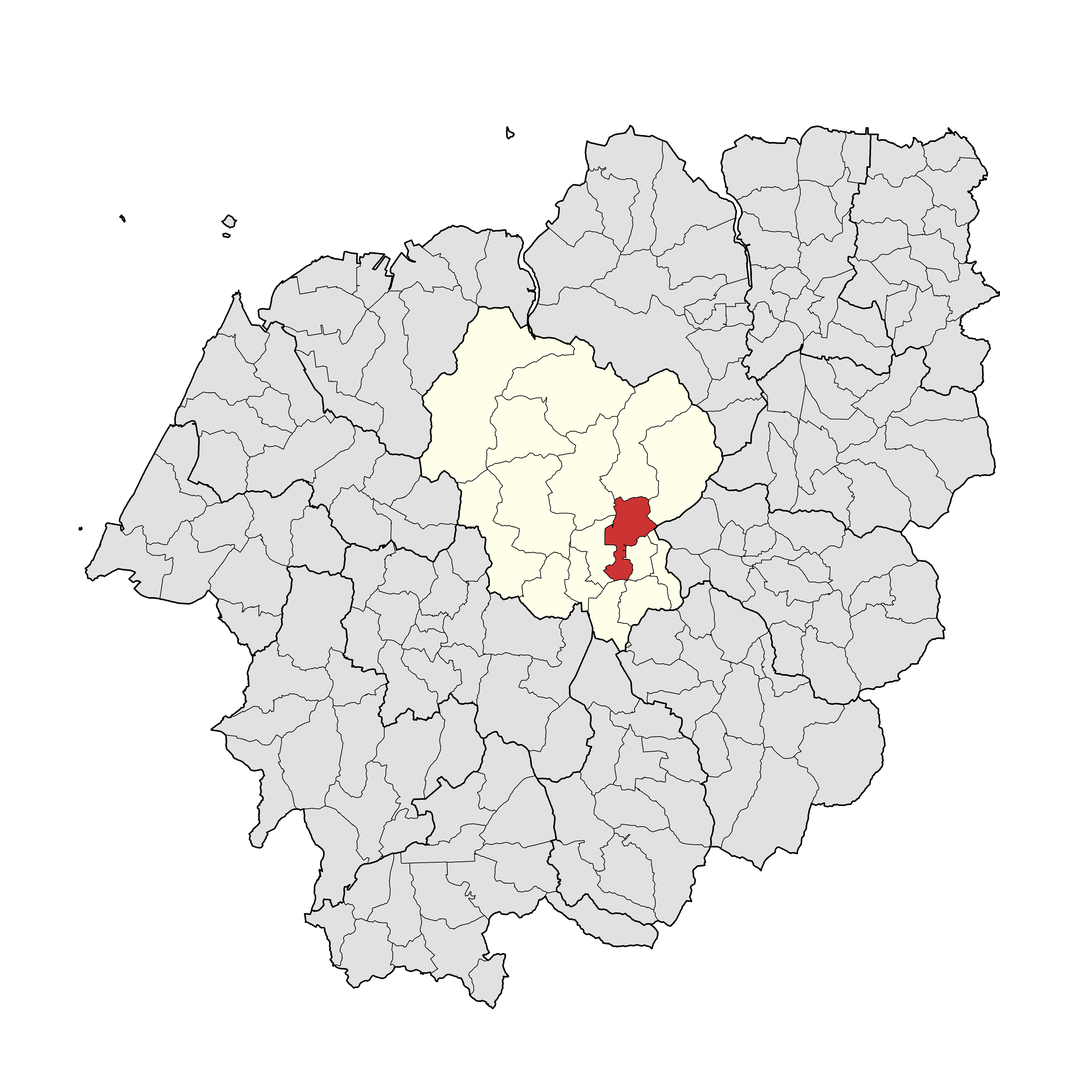
하갑리
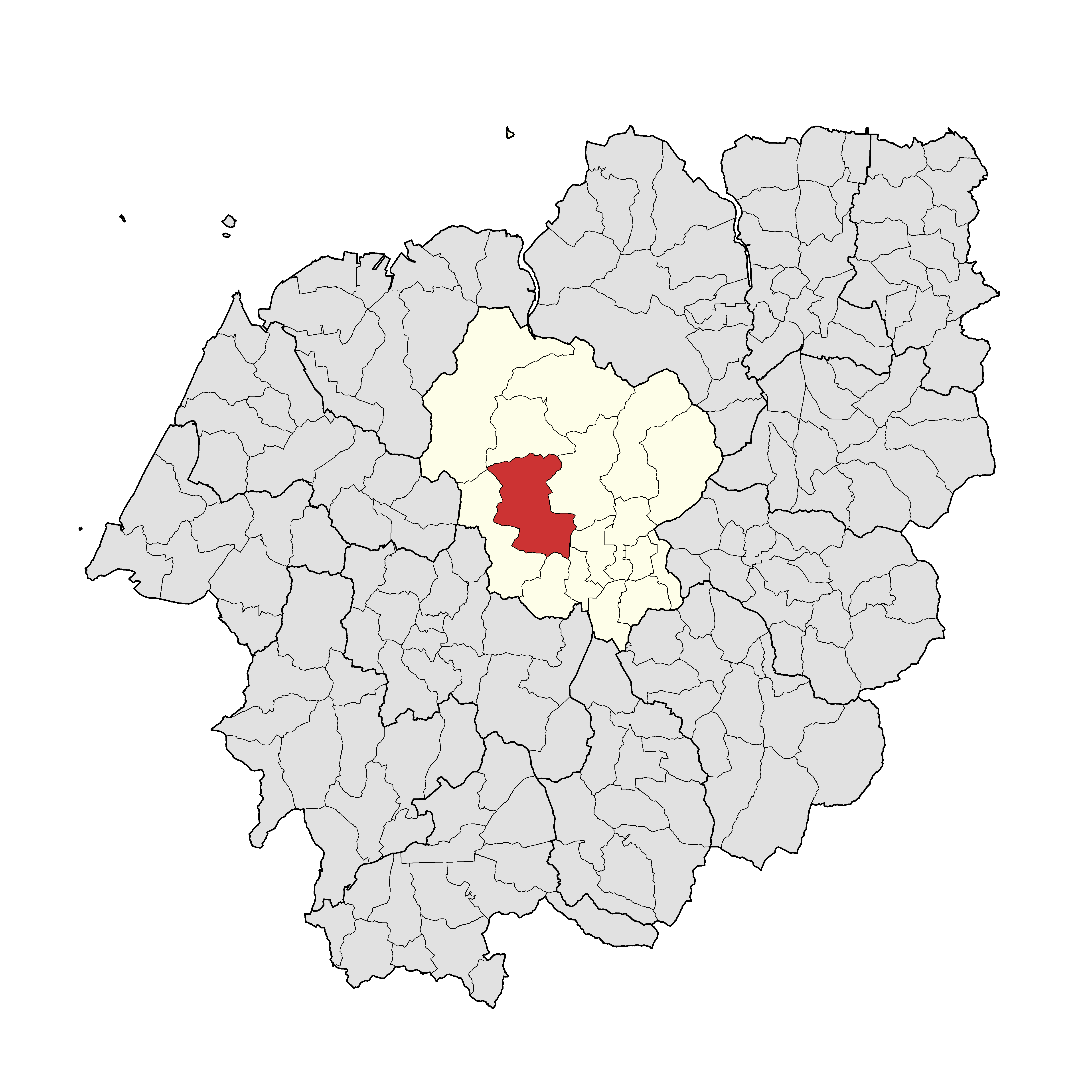
학전리

## 교육
- 아산초등학교 (반암리)
- 대아초등학교 (하갑리)
- 석곡초등학교 (폐교) - 대청길 6-5 (남산리)
- 아산중학교 (하갑리)